# Tritlington
Tritlington – osada w Anglii, w hrabstwie Northumberland. W 1961 osada liczyła 216 mieszkańców.